# Reginald Saxton
Reginald Saxton (Ciudad del Cabo, 13 de julio de 1911 - Brighton, 27 de marzo de 2004) fue un médico británico de origen sudafricano, destacado por haber participado profesionalmente en las Brigadas Internacionales durante la guerra civil española con la creación de hospitales de campaña y de sangre que atendieron a los heridos en los diferentes frentes de batalla, haciendo importantes contribuciones a la medicina de guerra.

## Biografía
Nacido en Sudáfrica, pasó parte de su niñez en la India. Establecido en el Reino Unido, se graduó en Medicina en la Universidad de Cambridge. Realizó sus prácticas en el hospital Saint Bartholomew de Londres, para completar después su formación médica en la Unión Soviética. Antes de incorporarse en agosto de 1936 a los contingentes británicos de apoyo a la legalidad republicana en la guerra de España, trabajó en distintos centros médicos británicos.
Miembro del Partido Comunista de Gran Bretaña, su participación como médico en las Brigadas Internacionales la llevó a cabo a través de su incorporación al batallón Británico desde el Comité de Ayuda Médica para España (Spanish Medical Aid Committee), estableciéndose en la provincia de Huesca en septiembre de 1936, a pocos kilómetros del frente de batalla en un hospital de campaña. A partir de ese momento siguió al batallón británico y a las columnas francesas de la XIV Brigada, donde operaba la 35.ª División Médica, en los distintos frentes. Así estableció hospitales de campaña y, en especial, unidades móviles de transfusión de sangre, en la sierra de Guadarrama, durante la batalla de Guadarrama que colocó frente a frente a los brigadistas con las tropas fascistas italianas del Corpo Truppe Volontarie; en Villarejo de Salvanés para atender a los heridos de la batalla del Jarama; en los alrededores de Brunete durante la batalla en dicha localidad y en la cueva-hospital de Bisbal de Falset en la batalla del Ebro. Entre los combatientes a los que atendió se encontró el hijo de la artista, Vanessa Bell, Julián Bell, fallecido en las proximidades del frente de Madrid. Sus trabajos se vieron incentivados por la iniciativa del médico canadiense, Norman Bethune y los equipos médicos de sus compatriotas, Alexander Tudor-Hart y Len Crome, y del español, Moisés Broggi i Vallés.
En 1938 regresó al Reino Unido, participando en la Segunda Guerra Mundial como médico en el British Army Transfusion Service, tanto en el teatro europeo, como en el asiático, donde su valor en Birmania fue objeto de mención por sus superiores.
Sus aportaciones médicas en el campo de batalla, en especial las novedosas técnicas en las transfusiones con unidades móviles equipadas con refrigradores, fueron publicadas en la revista científica The Lancet. Después de la guerra en España vivió y trabajó como médico en el Reino Unido y Canadá, estableciéndose finalmente en Brighton.